# Джорджія (Вермонт)
Джорджія (англ. Georgia) — місто (англ. town) в США, в окрузі Франклін штату Вермонт. Населення — 4845 осіб (2020).

## Демографія
Згідно з переписом 2010 року, у місті мешкало 4515 осіб у 1598 домогосподарствах у складі 1298 родин. Було 1846 помешкань
Расовий склад населення:
| - 97,7 % — білих - 0,6 % — азіатів - 0,3 % — корінних американців - 0,3 % — чорних або афроамериканців |

До двох чи більше рас належало 0,9 %. Частка іспаномовних становила 1,0 % від усіх жителів.
За віковим діапазоном населення розподілялося таким чином: 26,8 % — особи молодші 18 років, 65,0 % — особи у віці 18—64 років, 8,2 % — особи у віці 65 років та старші. Медіана віку мешканця становила 39,4 року. На 100 осіб жіночої статі у місті припадало 101,5 чоловіків;  на 100 жінок у віці від 18 років та старших — 99,3 чоловіків також старших 18 років.
Середній дохід на одне домашнє господарство  становив 91 710 доларів США (медіана — 84 880), а середній дохід на одну сім'ю — 97 666 доларів (медіана — 87 800). Медіана доходів становила 44 979 доларів для чоловіків та 49 306 доларів для жінок. За межею бідності перебувало 1,8 % осіб, у тому числі 0,7 % дітей у віці до 18 років та 5,4 % осіб у віці 65 років та старших.
Цивільне працевлаштоване населення становило 2708 осіб. Основні галузі зайнятості: освіта, охорона здоров'я та соціальна допомога — 32,0 %, виробництво — 13,8 %, роздрібна торгівля — 10,2 %, будівництво — 10,0 %.